# 德阳文庙
31°07′47″N 104°23′29″E / 31.12972°N 104.39139°E

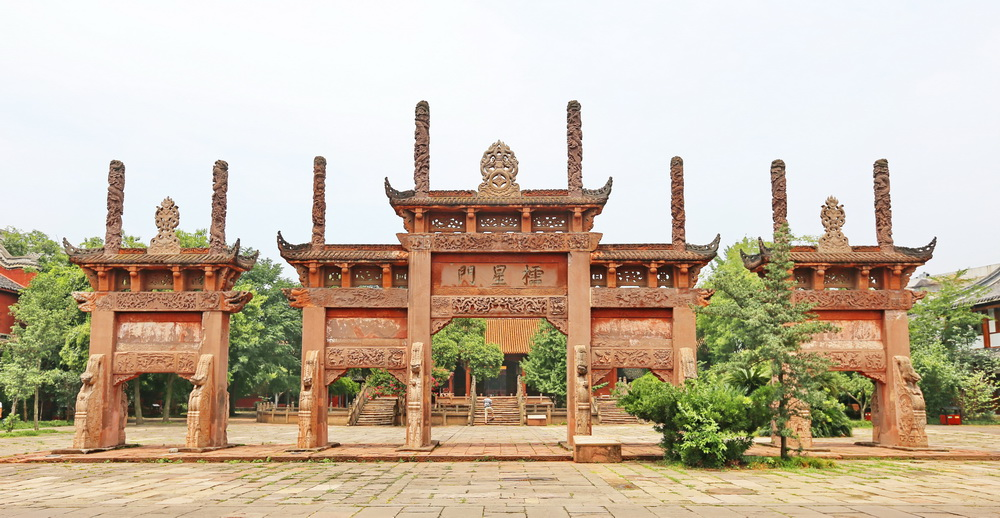
棂星门

德阳文庙位于中国四川省德阳市旌阳区文庙街，始建于南宋，明洪武元年（1368年）迁建现址，明末被毁，清道光二十八年（1848年）大修，咸丰五年（1855年）竣工。现为四川省规模最大的孔庙建筑群，1991年4月16日公佈為四川省第三批文物保護單位。2001年6月25日列為第五批全國重點文物保護單位。
德阳文庙坐北朝南，占地28000平方米，沿中轴线由南至北分布有万仞宫墙、棂星门、泮池、大成门、大成殿、启圣殿等建筑。大成殿为重檐歇山顶，面阔七间，长45米，高15米。